# Сэйфхолд
«Сэйфхолд» (англ. Safehold) — цикл научно-фантастических и приключенческих романов писателя-фантаста Дэвида Марка Вебера. Начатая в 2007 году серия к 2017 состоит из десяти книг (выход десятой книги планируется в 2019 году) и продолжается далее.

## Сюжет
Основное действие разворачивается в 31-м столетии на планете Сэйфхолд — последней планете, населённой людьми после того, как в 2300-х агрессивная ксенофобская инопланетная раса Гбаба (Gbaba) уничтожила Терранскую Федерацию. Атакованное без видимых причин, человечество отчаянно сопротивлялось, и сумело одержать ряд побед, но в итоге численное превосходство и более совершенные технологии Гбаба взяли верх, и один за другим, все населенные людьми миры были уничтожены.
Осознавая неизбежность гибели Солнечной Системы, человечество сумело осуществить операцию «Ковчег» — тайно провести колонизационный флот сквозь блокаду Гбаба, и направить его к отдалённой планете Сэйфхолд. Предыдущая подобная попытка закончилась катастрофой: Гбаба обнаружили первую тайно основанную колонию по электромагнитному излучению высокотехнологичного оборудования колонистов, и уничтожили её. Поэтому авторы операции «Ковчег» решили, что колония на Сэйфхолде должна будет оставаться на дотехнологическом уровне несколько веков или даже тысячелетий, пока Гбаба не решат, что человечества больше не существует и не прекратят поиски уцелевших аванпостов.
После этого цивилизация на Сэйфхолде вновь должна была начать развиваться, и готовиться к новой встрече с врагом. Гбаба являются стагнирующей, не развивающейся расой, застывшей в технологическом и культурном развитии уже много тысячелетий, и если человеческая цивилизация на Сэйфхолде успела бы развиться выше доступного Гбаба уровня, то сравнительно легко справилась бы с неспособным к развитию агрессором.
Но когда через несколько веков после гибели Терранской Федерации колонизационный флот добрался до Сэйфхолда, старший администратор колонии, Эрик Лангхорн пересмотрел оригинальный план. Убеждённый, что Гбаба непобедимы, и считавший, что технологический прогресс виноват в том, что человечество оказалось на грани уничтожения, Лангхорн решил навсегда остановить развитие людей. Для этой цели он и его единомышленники стёрли воспоминания находившихся в анабиозе колонистов, уничтожив всякую память о Терранской Федерации и высоких технологиях, после чего колонистам была привита искусственно созданная религия, запрещавшая самостоятельный поиск научного знания. Против действий Лангхорна восстала группа технократов во главе с доктором Пей Шинг-Вей: результатом стала разрушительная война, в ходе которой погибли обе группировки.
В результате, спустя 850 лет после колонизации, общество Сэйфхолда, стиснутое ограничениями искусственной религии, всё ещё находилось на уровне развития, примерно соответствующем позднему средневековью. Центральная власть на планете принадлежала созданной Лангхорном «Церкви Господа Ожидающего», искусственно сдерживающей технологический прогресс.
Как раз в это время срабатывает резервный план доктора Пей Шинг-Вей: в секретном бункере пробуждается андроид, хранящий в себе запись личности офицера Нимуэ Альбано, погибшей при прорыве блокады Гбаба. Воскрешённая в электронном теле, Нимуэ (под альтер эго Мерлина Антравеса) решает выполнить план доктора Шинг-Вей и вырвать Сэйфхолд из-под религиозного контроля глубоко коррумпированной Церкви, вновь направив человечество на путь развития.

## Книги серии
См. Список книг «Сэйфхолд»

### Первый цикл
- «От рифов Армагеддона» (англ. Off Armageddon Reef), 2007
- «Расколотые схизмой»[1](англ. By Schism Rent Asunder), 2008
- «Разделенные ересью»[1](англ. By Heresies Distressed), 2009
- «Могучая крепость»[2](англ. A Mighty Fortress), 2010
- «Сколь крепко основание»[3](англ. How Firm a Foundation), 2011
- «В трудах скорбных»[1](англ. Midst Toil and Tribulation), 2012
- «Подобно армии могучей»[2](англ. Like a Mighty Army), 2014
- «Дрожат основы бездны»[2](англ. Hell's Foundations Quiver), 2015
- «Пред знаменем победы»[2](англ. Hat the Sign of Triumph), 2016, конец первого цикла.

### Второй цикл
- «Сквозь огненные испытания» (англ. Through fiery trials), март 2019 (Ожидается)

## Мир Сэйфхолда

### Планета Сэйфхолд
Планета Сэйфхолд была открыта Терранской Федерацией в 2400-х и колонизирована в промежуток времени не менее 10 лет после 2410 года. Освоению планеты предшествовала 8-летняя программа терраформирования, приведшая биосферу и экосистему планеты к приемлемым для людей стандартам.
Сэйфхолд несколько меньше Земли, что, впрочем, компенсируется его большей относительной плотностью. За счёт этого сила тяжести на планете близка к 1 g. Ось вращения планеты наклонена сильнее, что приводит к более резким сезонным колебаниям климата, и средняя температура на поверхности планеты ниже земной. Процентная площадь суши на Сэйфхолде несколько больше чем на Земле: суша эта разделена на два основных континента (Хэйвен и Ховард, соединённые узким перешейком) в северном полушарии планеты, и множество сравнительно крупных субконтинентов и архипелагов в южном полушарии. В целом, суша и море на Сэйфхолде распределены более равномерно, и суша рассредоточена сильнее, чем на Земле.
При освоении планеты, на неё были интродуцированы земные виды растений и животных (например, собаки и лошади), а также ряд местных видов был генетически модифицирован для использования людьми (т. н. «драконы», крупные шестиногие травоядные, используемые в качестве тягловых животных, и «виверны», мелкие летающие существа, используемые в роли почтовых голубей. В настоящее время, экология планеты стабильна, между интродуцированными и коренными формами поддерживается естественный баланс.

### Церковь Господа Ожидающего
Искусственная религия, сформированная Эриком Лангхорном и его соратниками с целью вечно удерживать человечество от прогресса. Фундаментальной доктриной ЦГО является тезис, что знание люди должны получать свыше: попытка же познавать мир самостоятельно суть искушение зла.
В учении ЦГО, Лагхорн и его сподвижники (а также ряд исторических персоналий Земли) являются архангелами и ангелами, служителями Бога. Им посвящаются молитвы и религиозные тексты. Сторонники же доктора Пей Шин-Вей, сопротивлявшиеся планам Лангхорна по сковыванию человечества фальшивой религией, объявлены «падшими архангелами», воплощением зла.
| Архангел         | Сфера компетенции | Символ  |
| ---------------- | --- | ------- |
| Лангхорн         | Законы жизни | Скипетр |
| Бедард           | Божественное знание, мудрость                                                                                             | Лампа   |
| Паскаль          | Медицина | Кадуцей |
| Шуллер           | Правосудие | Меч     |
| Дзо-Джинг        | Дозволенная технология | Пламя   |
| Гастингс         | География | Компас  |
| Шин-Вей (павший) | Мать зла и амбиций (занимает место, близкое к роли Люцифера в христианстве)                                               | -       |
| Кай-Юнг (павший) | Разрушение (офицер Пей Кай-Юнг уничтожил Лангхорна и «архангелов», взорвав административный центр колонии вместе с собой) | -       |
| Проктор (павший) | Запретное знание | -       |

Основным документом ЦГО является т. н. «Святое Писание», составленное Лангхорном и его сторонниками. В таковом (разделенном на несколько книг) излагается фальшивая история освоения Сэйфхолда как акт божественного сотворения, приводятся основные религиозные тезисы и запреты, также как и необходимая научная и техническая информация географического, медицинского и агрономического характера. Особым пунктом «Святого Писания» ЦГО являются «запреты Дзо-Джинга», в которых оговаривается допустимый уровень технологии. Запреты Дзо-Джинга ограничивают разрешенную людям технологию использованием воды, ветра, огня и мускульной силы. Чрезвычайно чётким пунктом ограничений является запрет на освоение электричества, ибо «молнии принадлежат только Богу». За соблюдением «запретов» следит Инквизиция, применяя жестокие наказания к еретикам.
Церковь управляется Советом Викариев и возглавляется Великим Викарием. К 890 году Господа, впрочем, Великий Викарий превратился в чисто формальную фигуру, подконтрольную коррумпированному верховному духовенству. Церковь контролирует сбор церковного налога (20 % дохода) со всех стран Сэйфхолда, формально направляемого на строительство новых храмов, постройку дорог и каналов, заботу о больных и голодающих. Реально же, доходы Церкви в итоге стали источником обогащения и политического могущества коррумпированной верхушки.
Ракураи (Rakurai)
Система орбитальных кинетических бомбардировочных платформ, расположенных Лангхорном на орбите Сэйфхолда. Основная цель платформ — гарантировать, что человечество никогда не сможет вновь создать технологическую цивилизацию, способную искусственным электромагнитным излучением выдать существование Сэйфхолда Гбаба. Эрик Лангхорн использовал платформы, чтобы уничтожить доктора Шинг-Вей и её сторонников в анклаве Александрия, превратив целый субконтинент в хаос затопленных кратеров, известных как «Рифы Армагеддона».
На 890-е годы, платформы все ещё функционируют по крайней мере в плане самообороны. Неизвестно точно, что приводит в действие Ракураи — некое командное управление, или автоматический алгоритм, предписывающий наносить удары по обнаруженным признакам высокой технологии. Мерлин предполагает, что платформы запрограммированы реагировать на электромагнитные сигнатуры, аналогичные электростанциям (учитывая что «Запреты» твердо запрещают использование электричества). На внедрение Чарисом паровых машин платформы не отреагировали.
Сейджи (Seijin)
Легендарные «священные воины» в фольклоре Сэйфхолда. Считается, что Сейджи проходят подготовку в тайных горных монастырях, и получают от Бога и Архангелов мистические силы, превосходящие доступное людям. Мерлин Атравес использовал легенды о «Сейджи» для обоснования своих «сверхчеловеческих» возможностей, обеспечиваемых высокими технологиями.

### Схизма
История Сэйфхолда не знала крупных религиозных кризисов до 890-х, когда верховную власть в Церкви узурпировала т. н. «группа четырёх» — канцлера Замсина Тайнара, капитан-генерала Аллайна Магуайра, казначея Робара Дюшрайна и Великого Инквизитора Засфара Клинтана. Убежденная в своем всемогуществе «группа четырёх» приняла недальновидное решение спровоцировать агрессию ряда морских держав против королевства Чарис, которое коррумпированное духовенство рассматривала как угрозу своим личным интересам. Благодаря вмешательству Мерлина Атрависа и предложенным им инновациям, «беспроигрышный» план Церкви завершился катастрофическим провалом.
Вскоре после этого, духовенство Чариса, возмущённое царящей в ЦГО коррупцией и решением «группы четырёх» разорить целую страну лишь потому, что она мешала их личным интересам, провозгласило о выходе Чариса из подчинения административной структуры Церкви. Была сформирована независимая Церковь Чариса, проводившая ясное различие между духовной и светской властью. «Группа четырёх», понимая, что авторитет ЦГО(то есть в первую очередь их личный авторитет) оказался под угрозой, объявила жителей Чариса еретиками и провозгласила «священную войну против отступников».

### Нации Сэйфхолда
К 890 году Господа население Сэйфхолда составляло порядка 1 миллиарда человек. Хотя общий технологический уровень планеты примерно соответствовал позднему средневековью/началу эпохи Возрождения, введенные в рамках религиозной догмы принципы развитого земледелия и продвинутой медицины позволили добиться высокой продуктивности землепользования и избежать опустошительных эпидемий. Население планеты разделено на множество суверенных наций, как сравнительно крупных, так и небольших. Из основных, задействованных в серии:

#### Королевство Чарис (Kingdom of Charis) / Империя Чарис (Empire of Charis)
Королевство Чарис (в дальнейшем — Империя Чарис) является основным государством-протагонистом в серии. Это морская держава, располагающаяся на одноимённом субконтиненте и прилегающих островах в южном полушарии Сэйфхолда. Государственный строй Чариса — парламентская монархия. С 700-х годов у власти находится династия Армахк. Ввиду значительного расстояния от основных центров Церкви, влияние таковой в Чарисе всегда было несколько ослаблено. В результате именно в Чарисе обосновалась община монастыря святого Жернье, чьи лидеры тайно сохраняли знание о подлинной истории Сэйфхолда.
К 890 году Господа королевство Чарис занимало лидирующие позиции в морской торговле и в промышленном производстве на Сэйфхолде (особенно металлургической промышленности) и вело всё более активную внешнюю политику. Это вызвало серьёзное беспокойство коррумпированной правящей верхушки Церкви — неофициально называемой «группой четырёх», опасавшейся, что усиление Чариса приведет к ослаблению политического влияния и богатства высшего духовенства. Чтобы «решить проблему», Церковь, неофициально инициировала и профинансировала нападение на Чарис объединённых флотов ряда других морских держав. Благодаря вмешательству Мерлина Антравеса (альтер эго Нимуэ Альбано), план, имевший целью разорение и уничтожение Чариса потерпел полное фиаско. Возмущённые тем, что Группа Четырёх использовала влияние Церкви для удовлетворения своих политических амбиций и планировала уничтожение целой страны, высшее духовенство Чариса после этого приняло решение о выходе из подчинения коррумпированной церковной верхушке, заложив основы первой в истории Сэйфхолда тотальной религиозной войны.
В дальнейшем королевство Чарис стало для Мерлина Антравеса основной опорой в его долгоиграющем плане по сокрушению религиозного диктата Церкви, восстановлению технологического потенциала и подавляемой Церковью изобретательности человечества. Именно в Чарисе был основан т. н. «внутренний круг»: группа высокопоставленных лиц, включая короля Кайлеба II, знающих подлинную историю Сэйфхолда и Терранской Федерации.
Благодаря инициируемым Мерлином технологическим инновациям, королевство Чарис сумело выстоять в противостоянии с Церковью. Династический брак, объединивший правящие династии Чариса и Чизхолма и последующее подчинение Эмеральда, Тарота и Корисанда привело к образованию Империи Чарис.

#### Королевство Чизхольм (Kingdom of Chisholm)
Крупное королевство на субконтиненте Чизхольм, примерно в 1500 милях от Чариса. Управляется монархической династией Тайт, правящим представителем которой в 890 году Господа являлась королева Шарлиен. Подобно Чарису, государство является парламентской монархией, но пережитки феодализма ещё сравнительно сильны, ибо окончательная централизация страны наступила только при последних монархах. Хотя Чизхольм является островной державой, основной его военной силой считалась мощная и хорошо подготовленная королевская армия (организованная при отце королевы Шарлиены), а не флот.
В 890 году, под давлением Церкви, Чизхольм присоединился к военным действиям против Чариса, но его сравнительно небольшой флот был быстро разгромлен. В дальнейшем, Чизхольм занял про-Чарисскую позицию, осуждая Группу Четырёх за развязывание войны, и в 892 году между королевой Шарлиен и королём Чариса Кайлебом II был заключен брак, объединивший династии и страны в единую Империю Чарис. Этот альянс был чрезвычайно важен для Чариса в противостоянии с Церковью, так как Чарис не имел сильной наземной армии.

#### Республика Сиддамарк (Republic of Siddarmark)
Одно из крупнейших материковых государств Сэйфхолда, с общим населением свыше 129,5 миллионов человек. Столица — Сиддар. Республика управляется лордом-протектором, де-факто — избираемым диктатором. Армия Республики, состоящая в основном из пикинёров, считалась сильнейшей на Сэйфхолде, насчитывая (с учётом хорошо подготовленного ополчения) до 3 миллионов человек.
С началом религиозного раскола между ЦГО и Церковью Чариса, Республика заняла нейтральную позицию из-за давних связей с Чарисом. Хотя официально Республика подчинилась требованию Церкви о закрытии портов, тем не менее, через «контрабандистов» торговля с Чарисом де-факто продолжалась. Это вызвало опасения «группы четырёх» что Республика может в итоге выступить на стороне Чариса. В 895 году Господа, агенты инквизиции по инициативе Засфара Клинтана спровоцировали в Республике кровавую гражданскую войну, приведшую к катастрофическим последствиям для населения.

#### Княжество Корисанд (Princedom of Corisande)
Основное государство-антагонист на протяжении трех первых книг. Расположено на крупном субконтиненте в восточном полушарии рядом с Чизхольмом, имеет значительные колониальные и вассальные владения на соседних островах — т. н. «Лигу Корисанда», в основном сформированную в правление последнего князя. Форма правления — абсолютная монархия.
Именно Корисанд, под властью Гектора Дайкина (стремившегося расширить свою империю) стал основным инициатором действий Церкви против Чариса. В результате военных действий, однако, Корисанд был разгромлен и в итоге оккупирован Империей Чарис, а князь Гектор убит агентами Церкви непосредственно перед подписанием капитуляции. Формальная власть перешла к Регентскому Совету, действующему от имени несовершеннолетних наследников князя. В дальнейшем, Церковь предприняла несколько попыток разжечь в Корисанде всеобщее восстание против оккупации, но по ряду причин все они завершились провалом.

#### Княжество Эмеральд (Princedom of Emerald), Королевство Тарот (Kingdom of Tarot)
Небольшие островные государства. Эмеральд долгое время считался основным оппонентом Чариса на морях. Тарот считался союзником Чариса, но под давлением Церкви был вынужден расторгнуть альянс. Обе нации поддержали поначалу действия Церкви против Чариса, но после разгромного поражения, пересмотрели свою позицию. В дальнейшем были присоединены к Империи Чарис и включены в её состав. Князь Эмеральда Наршман II и король Тарота Горджа Аликсандар III принесли вассальную клятву имперской династии: первый впоследствии стал одним из основных протагонистов серии.

#### Империя Харконг (Harchong Empire)
Древнейшее и крупнейшее государство Сэйфхолда, в некотором роде напоминающее древний Китай. Император, формально обладающий абсолютной властью, на практике является лишь марионеткой в руках чрезвычайно разветвленной (и глубоко коррумпированой) бюрократии.
Хотя Харконг обладает огромным человеческим потенциалом, его промышленность и сельское хозяйство очень примитивны даже по меркам Сэйфхолда, и полагается в основном на рабский труд. Армия и флот Харконга, также огромны, но слабо организованы, а солдаты и моряки обычно рекрутируются принудительно. Ввиду этого, правящая элита Харконга особо лояльна Церкви Господа Ожидающего, так как религия является для них надежным способом удерживать народ в повиновении.

#### Королевство Долшар (Kingdom of Dohlar)
Крупное материковое государство, являющееся абсолютной монархией. Является обладателем одного из крупнейших флотов среди материковых государств и уделяет значительное внимание развитию военно-морского дела. Находится в экономической конфронтации с Чарисом с того момента, когда с целью развития собственного торгового флота король Долшара Рахнилд IV начал вводить режим блокады в открытом море, требуя уплаты пошлины за проход торговых кораблей через воды, не относящиеся к его территориальным. Данная практика, направленная на подавление иностранной торговли, вызвала значительное возмущение в Чарисе и других морских нациях Сэйфхолда, и стала одной из причин присоединения Долшара к Священной Войне против Чариса.
С момента разгрома Эмеральда и Корисанда, флот Долшара является основным и наиболее опасным противником Империи Чарис на морях, так как Долшар имеет давние морские традиции и компетентный, способный адаптироваться к ситуации, высший офицерский состав.

#### Дешнарианская Империя (Desnairian Empire)
Крупная империя на материковой части Ховарда. Мощное, но сравнительно отсталое государство с феодально-рабовладельческим строем. Является одним из основных поставщиков золота в экономику Сэйфхолда, благодаря своим золотым рудникам.
Исторический противник Республики Сиддармарк. В своё время, между двумя нациями произошли три войны, первую из которых Республика проиграла, вторую сумела свести вничью, а третью выиграла настолько эффективно, что только вмешательство Церкви спасло Дешнарию от полного сокрушения.

#### Земли Храма (Temple Land)
Обширная территория, находящаяся под непосредственным контролем Церкви Господа Ожидающего. Формально, светская власть в Землях Храма принадлежит т. н. «рыцарям храмовых земель»: на практике же, подавляющее большинство «рыцарей храмовых земель» по совместительству является высшими чинами Церкви.
Земли Храма не особо велики в сравнении с другими континентальными державами и находятся в очень холодных широтах, но плотно населены и хорошо развиты. Церковь заботится о поддержании инфраструктуры, включающей мосты, каналы, дороги и систему оптического телеграфа.
Столицей Земель Храма является город Сион (Zion), стоящий на узком перешейке между обширным озером Пей и Храмовым Заливом. В центре Сиона располагается Храм Господа, исполинское сооружение, построенное «архангелами» с использованием ультрапрочных строительных материалов и технологий Терранской Федерации. Храм до сих пор сохраняет некоторые элементы высоких технологий: так, в здании бесперебойно функционирует автоматическая система кондиционирования (воспринимаемая Церковью как свидетельство божественного благословения). Мерлин Атравес также обнаружил сигнатуры неких источников энергии в подземельях под Храмом, но не смог выяснить, что это может быть за оборудование.

### Технологии Сэйфхолда
На протяжении большей части 890-летней истории Сэйфхолда средний уровень технологии на планете соответствовал позднему земному средневековью. Определённым исключением был чрезвычайно высокий уровень санитарии и медицины, введённый в религиозную догму. Медицине Сэйфхолда были известны принципы анестезии, проведения стерильных операций и применения природных антибиотиков (получаемых из местной растительности, модифицированной учеными Федерации при терраформации планеты). Приблизительно за 200 лет до пробуждения Нимуэ Альбано на Сэйфхолде был повторно изобретён порох, и, благодаря царящей в ЦОГ коррупции широко распространился в военном деле Сэйфхолда.
После своего пробуждения, Нимуэ Альбано под альтер эго Мерлина Атравеса способствовала внедрению в Чарисе следующих технологий:
* зернистого пороха
* кремнёвых и колесцовых мушкетов вместо ранее использовавшихся фитильных
* орудийных станков с цапфами
* нарезного и казенозарядного оружия
* парусных боевых кораблей вместо ранее доминировавших галерных гребных флотов
* фугасных снарядов
* унитарных патронов
* паровых двигателей
* пневматических станочных и конвейерных линий — ввиду невозможности использовать электрическую энергию из-за опасений спровоцировать реакцию платформ Ракураи.
* арабских цифр и базовой современной математики
Независимо от Мерлина Атравеса самими жителями Сэйфхолда были изобретены пироксилиновый порох, корабельная броня и ряд других технологий. Хотя основным источником инноваций по-прежнему является Чарис, противостоящие ему нации были вынуждены начать перенимать новые технологии, и в конечном итоге — начали изобретать самостоятельно.

## Оценка серии
Первые три романа серии вошли в список бестселлеров научной фантастики New York Times Hardcover Fiction Best Seller List, при этом первая книга, «Off Armageddon Reef» заняла в общем списке бестселлеров New York Times 33-e место.. В 2008 году первая книга серии была номинирована на премию Артура Кларка.